# Романівська сільська рада (Бердичівський район)
Романівська сільська рада (до 1934 року — Жидовецька сільська рада, у 1934—2016 роках — Радянська сільська рада) — колишня адміністративно-територіальна одиниця та орган місцевого самоврядування у Махнівському (Бердичівському), Бердичівському районах і Бердичівській міській раді Бердичівської округи, Вінницької й Житомирської областей Української РСР та України з адміністративним центром у с. Романівка.

## Населені пункти
Сільській раді були підпорядковані населені пункти:
- с. Романівка
- с. Бенедівка

## Населення
Кількість населення сільської ради станом на 1924 рік становила 1 470 осіб.
Відповідно до перепису населення СРСР, станом на 17 грудня 1926 року, чисельність населення ради становила 1 462 особи, з них, за статтю: чоловіків — 706, жінок — 756, етнічний склад: українців — 1 002, євреїв — 132, поляків — 328. Кількість господарств — 301, з них несільського типу — 2.
Відповідно до результатів перепису населення СРСР, кількість населення ради станом на 12 січня 1989 року становила 715 осіб.
Станом на 5 грудня 2001 року, відповідно до перепису населення України, кількість мешканців сільської ради становила 1 018 осіб.

### Мова
Розподіл населення за рідною мовою за даними перепису 2001 року:
| Мова       | Відсоток |
| ---------- | -------- |
| українська | 96,37 %  |
| російська  | 3,24 %   |
| білоруська | 0,29 %   |

## Склад ради
Рада складалась з 15 депутатів та голови.

### Керівний склад сільської ради
| ПІБ                           | Основні відомості                                                                   | Дата обрання | Дата звільнення |
| ----------------------------- | ----------------------------------------------------------------------------------- | ------------ | --------------- |
| Багінський Станіслав Іванович | Сільський голова , 1955 року народження, освіта, член Соціалістичної партії України | 26.03.2006   | 31.10.2010      |
| Багінський Станіслав Іванович | Сільський голова , 1955 року народження, освіта середня спеціальна, безпартійний    | 31.10.2010   |                 |

Примітка: таблиця складена за даними джерела

## Історія
Створена 1923 року як Жидовецька сільська рада, в складі сіл Жидівці, Шлемарка (згодом — Любомирка), хутора Бенедівка та слободи Романівка Бистрицької волості Бердичівського повіту Київської губернії. У 1934 році перейменована в Радянську сільську раду через перейменування її адміністративного центру на с. Радянське.
Станом на 1 вересня 1946 року входила до складу Бердичівського району Житомирської області, на обліку в раді перебували села Бенедівка, Радянське та хутори Любомирка і Романівка.
11 серпня 1954 року, відповідно до указу Президії Верховної ради Української РСР «Про укрупнення сільських рад по Житомирській області», сільську раду ліквідовано, територію та населені пункти приєднано до складу Великоп'ятигірської сільської ради Бердичівського району. Відновлена 10 червня 1958 року, відповідно до рішення Житомирського облвиконкому № 546 «По утворення Радянської сільської ради в складі Бердичівського району», в складі сіл Бенедівка, Радянське та Романівка. 29 червня 1960 року, відповідно до рішення Житомирського облвиконкому № 672 «Про об'єднання деяких населених пунктів в районах області», с. Романівка об'єднане із с. Радянське.
На 1 січня 1972 року сільська рада входила до складу Бердичівського району Житомирської області, на обліку в раді перебували села Бенедівка та Радянське.
21 липня 2016 року, відповідно до рішення Житомирської обласної ради, сільську раду перейменовано на Романівську через перейменування її адміністративного центру с. Радянське на с. Романівка.
Виключена з облікових даних 17 липня 2020 року. Територію та населені пункти ради, відповідно до розпорядження Кабінету Міністрів України № 711-р від 12 червня 2020 року «Про визначення адміністративних центрів та затвердження територій територіальних громад Житомирської області», включено до складу Райгородоцької сільської територіальної громади Бердичівського району Житомирської області.
Входила до складу Махнівського (Бердичівського, 7.03.1923 р.), Бердичівського (27.06.1925 р., 28.06.1939 р.) районів та Бердичівської міської ради (15.09.1930 р.).